# Hans Lepp
Hans Peter Lepp, född 19 mars 1950 i Brännkyrka församling, Stockholms stad, är en svensk museiman.

## Biografi
Hans Lepp är fil. kand. i konstvetenskap, arkeologi och folklivsforskning. Mellan 1975 och 1980 var han förste intendent på Hallwylska museet i Stockholm. Åren 1980–1990 var han förste intendent vid kungliga Husgerådskammaren på Stockholms slott. Åren 1991–1994 var Lepp kulturattaché vid svenska ambassaden i Tallinn i Estland och koordinerade Sveriges stöd till integrationen av den icke-estnisktalande befolkningen i Estland. Han var verksam vid Svenska Institutet 1994–2014. Åren 1998–2006 var han ansvarig för kultursamarbetet med länderna i Central- och Östeuropa. 
Lepp har skrivit artiklar och böcker om svensk-estniska kulturförbindelser, men också om grevinnan Wilhelmina von Hallwyl och Ellen Roosval von Hallwyl. Han har även medverkat i flera av Husgerådskammarens skrifter. Lepp är ordförande i Stockholms Humanistiska Förbund och ordförande i föreningen Pro Venezia. Han är också ledamot i Konstnärsklubben. 